# Gasthaus Zum Ross (Greuth)

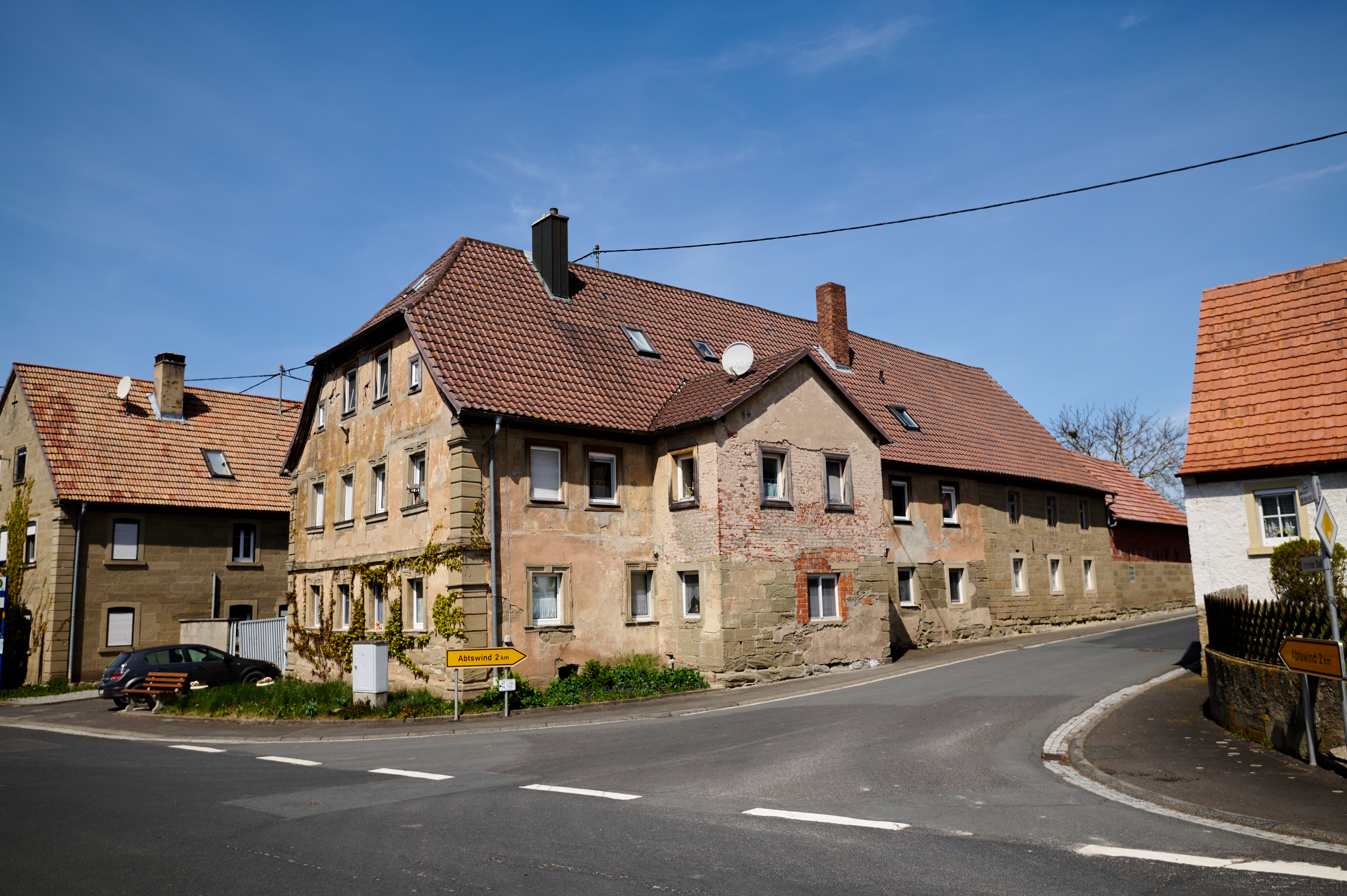
Ehemaliges Gasthaus

Das Gasthaus Zum Ross (Adresse Hauptstraße 29; früher Hausnummer 13) ist ein historisches Gasthaus im Casteller Gemeindeteil Greuth im unterfränkischen Landkreis Kitzingen.

## Geschichte
Das ehemalige Gasthaus Zum Ross bestand als einziger Beherbergungsbetrieb bereits seit Jahrhunderten in der Ortsmitte von Greuth. Der heutige Bau entstand im 18. Jahrhundert. Als Bauherr gilt der Wirt und Bierbrauer Johann Nicolaus Stöcker. Ihm folgte Johann Martin Wolf nach, der das Haus an seinen Sohn Heinrich Wolf und dessen Frau Elisabeth Dorothea geborene Düll aus Trautberg vererbte. Wolf erwarb 1864 zusätzlich noch die Gastwirtschaft Zum Goldenen Hirschen in Rüdenhausen. Heinrich Wolf starb 1882 und seine Frau heiratete den Bierbrauer Johann Kaspar Weigand aus Uhlstadt.
Im Jahr 1897 gelangte die Familie Huscher über den Schwiegersohn der Lisette Wolf an das Gasthaus. Die Familie stammte aus Abtswind und waren hier bereits als Gastwirte tätig. 1941 gelangte die Wirtschaft von Friedrich Huscher an den Sohn Julius Huscher. Er schloss das Brauhaus und richtete in den freigewordenen Räumlichkeiten einen Pferdestall mit Brennerei ein. 1968 gab Julius Huscher die nebenbei betriebene Landwirtschaft auf. Er übergab das „Ross“ an seinen Sohn Fritz Huscher, einen Monteur. 1976 schloss die Gastwirtschaft.

## Beschreibung
Das ehemalige Gasthaus präsentiert sich als zweigeschossiger Halbwalmdachbau. Als ehemals einziger Beherbergungsbetrieb des Dorfes weist er einige repräsentative Elemente an seiner Fassade auf. So wurde das Anwesen mit geohrten Fenster- und Türrahmungen ausgestattet, die auf den Barock verweisen. Daneben besitzt es Eckpilaster und ein umlaufendes Gurtgesims, welches die Geschosseinteilung äußerlich erkennbar macht.